# ノース・ヨークシャー
ノース・ヨークシャー（North Yorkshire）は、イギリスのヨークシャー・アンド・ハンバーにあるカウンティ。かつてのヨークシャーの一部である。
南東から時計回りにイースト・ライディング・オブ・ヨークシャー（East Riding of Yorkshire）、サウス・ヨークシャー（South Yorkshire）、ウェスト・ヨークシャー（West Yorkshire）、ランカシャー（Lancashire）、カンブリア（Cumbria）、カウンティ・ダーラム（Durham）の各州と接している。
ヨーク市とノース・ヨークシャー、レッドカー・アンド・クリーヴランド（Redcar and Cleveland）、ミドルスバラ（Middlesbrough）、ストックトン・オン・ティーズ（Stockton-on-Tees）の5つの単一自治体からなる。単一自治体としてのノース・ヨークシャーは2023年に設立されたもので、それ以前はセルビー（Selby）、ハロゲート（Harrogate）、クレイヴン（Craven）、リッチモンドシャー（Richmondshire）、ハンブルトン（Hambleton）ライデール（Ryedale）、スカーブラ（Scarborough）の7つのディストリクトに分かれていた。

## 観光地など
- スタッドリー王立公園とファウンテンズ修道院。この公園には18世紀に遡るスタッドリー王立ウォーターガーデン（Studley Royal Water Garden）なども含まれており、1986年にユネスコの世界遺産に登録された。
- カースル・ハワード (Castle Howard)　ヨークの40 km 北にあるこの建物はイギリスにおける最も壮麗な私有建築の一つである。
- ボルトン・アビー（Bolton Abbey）　･･･　クレイヴン地区にある12世紀の修道院廃墟
- ボルトン城（Bolton Castle）　･･･　14世紀建造の城。映画の撮影によく使用される。
- ゴルデールの谷
- マルハム・コーブ　･･･　高さ80m、幅300mに及ぶ石灰岩の断崖

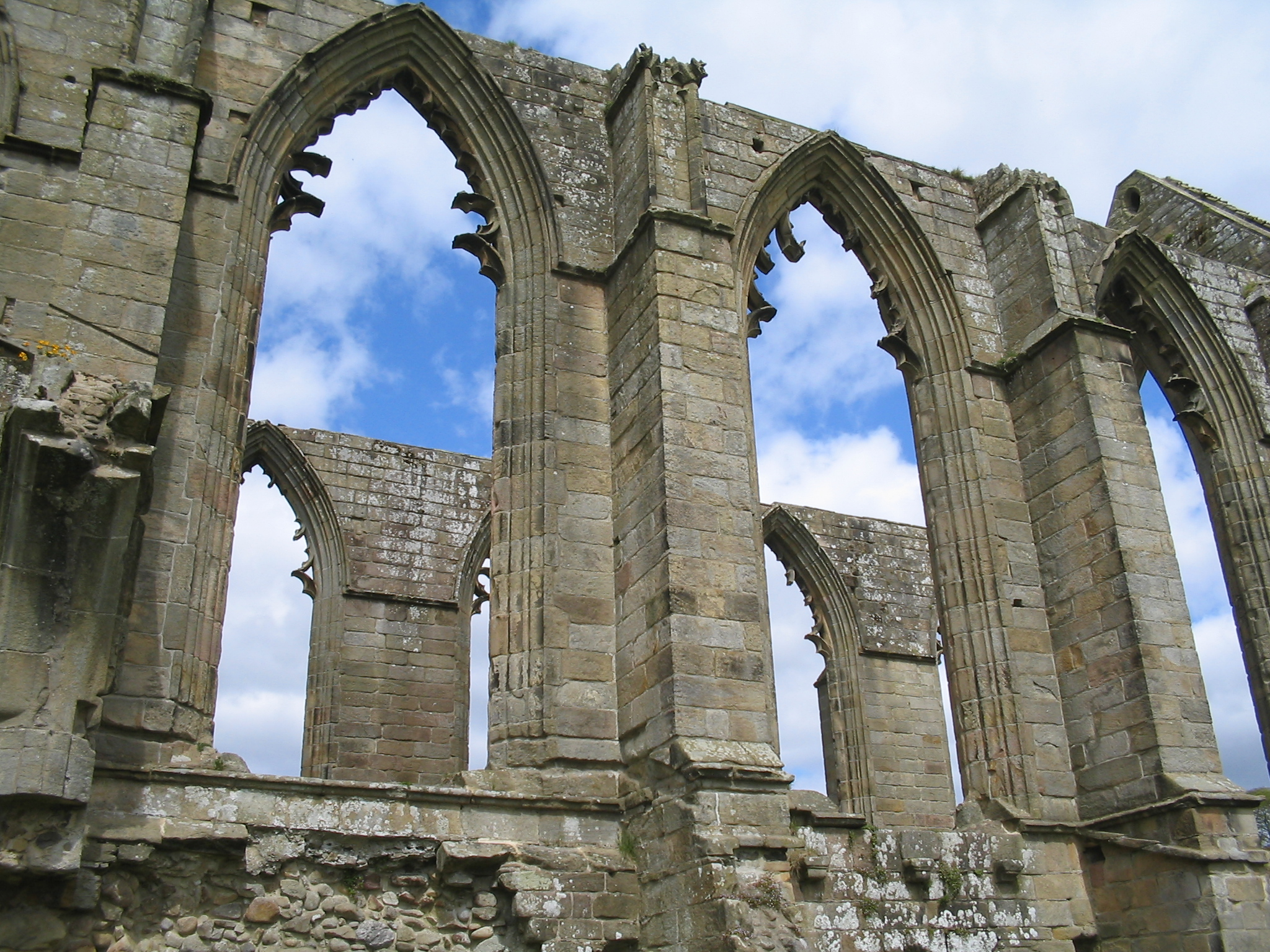
ボルトン・アビー